# شپال (آلمان)
شپال (به آلمانی: Spall) یک شهر در آلمان است که در باد کرویتسناخ واقع شده‌است. شپال ۱۶۰ نفر جمعیت دارد.